# Асланян, Овсеп Арменович
Овсеп Арменович Асланян (15 февраля 2001 года, Новосибирск, Россия) — российский тайский боксёр, 7-кратный чемпион России, 2-кратный чемпион Европы, 4-кратный призер чемпионата Мира, чемпион Мира 2024. Мастер спорта России международного класса по тайскому боксу.

## Биография
Овсеп Асланян начал заниматься тайским боксом в 2014 году по совету отца и дяди.
В 9 лет он пришёл в секцию кикбоксинга, а спустя четыре года решил попробовать свои силы в тайском боксе.
С 2017 года состоит в команде сборной России по тайскому боксу.

## Спортивные достижения по тайскому боксу
- Чемпионат России 2017[3] — ;
- Чемпионат России 2018[4] — ;
- Чемпионат России 2019[5] — ;
- Чемпионат России 2020[6] — ;
- Чемпионат России 2021[7] — ;
- Чемпионат России 2022[8] — ;
- Чемпионат России 2023[9] — ;
- Чемпионат России 2024  —  ;
- Чемпионат Мира 2024[10] —  ;
- Чемпионат Мира 2018[11] — ;
- Чемпионат Мира 2019[12] — ;
- Чемпионат Мира 2021 — ;
- Чемпионат Мира 2023 — ;
- Чемпионат Европы 2017[13] — ;
- Чемпионат Европы 2018[14] — ;
- 2 Игры Стран СНГ — ;
- Мастер спорта России международного класса — ;